# أدريا بيدروسا
أدريا بيدروسا (بالإسبانية: Adrià Pedrosa) هو لاعب كرة قدم إسباني في مركز الدفاع، ولد في 13 مايو 1998 في برشلونة في إسبانيا. لعب مع إسبانيول.

## وصلات خارجية
- أدريا بيدروسا على موقع الاتحاد الأوربي (الإنجليزية)
- أدريا بيدروسا على موقع إي إس بي إن إف سي (الإنجليزية)
- أدريا بيدروسا على موقع قاعدة بيانات كرة القدم.إي يو (الإنجليزية)
- أدريا بيدروسا على موقع Soccerbase.com (لاعب) (الإنجليزية)
- أدريا بيدروسا على موقع Soccerway.com (الإنجليزية)
- أدريا بيدروسا على موقع عالم كرة القدم.نت (الإنجليزية)